# クイズMONOものがたり
『クイズMONOものがたり』（クイズものものがたり）は、1988年4月10日から9月25日まで、テレビ朝日系列で毎週日曜20:00 - 20:54（JST）に放送された、テレビ朝日・イースト共同制作のクイズ番組。番組タイトルロゴの左上には「ドラマチック・バラエティ」と表示されていた。
毎週5人の解答者が出場し、週替わりのテーマに沿った問題を出題。番組の体裁は、本番組終了直後に月曜20時台にてスタートした『石坂浩二の世界うらもおもても』（1988年10月 - 1989年2月、朝日放送制作）に引き継がれ、イーストのスタッフもほぼ全員が同番組に異動した。

## 出演者

### 司会
- 石坂浩二
- 鈴木淑子（MONO知りお姉さん）

### 解答者
- 安部譲二
- 伊藤かずえ
- 草笛光子
- 定岡正二
- 片岡鶴太郎

### ゲスト解答者
- 所ジョージ
- 富田靖子
- ほか

## 番組ネット局
放送系列は現在のもの。
| 放送対象地域  | 放送局           | 系列           | ネット形態 |
| ------------- | ---------------- | -------------- | ---------- |
| 関東広域圏    | テレビ朝日       | テレビ朝日系列 | 制作局     |
| 北海道        | 北海道テレビ     | テレビ朝日系列 | 同時ネット |
| 青森県        | 青森放送         | 日本テレビ系列 | 遅れネット |
| 岩手県        | 岩手放送         | TBS系列        | 遅れネット |
| 宮城県        | 東日本放送       | テレビ朝日系列 | 同時ネット |
| 秋田県        | 秋田放送         | 日本テレビ系列 | 遅れネット |
| 山形県        | 山形放送         | 日本テレビ系列 | 同時ネット |
| 福島県        | 福島放送         | テレビ朝日系列 | 同時ネット |
| 新潟県        | 新潟テレビ21     | テレビ朝日系列 | 同時ネット |
| 長野県        | テレビ信州       | 日本テレビ系列 | 遅れネット |
| 山梨県        | 山梨放送         | 日本テレビ系列 | 遅れネット |
| 静岡県        | 静岡朝日テレビ   | テレビ朝日系列 | 同時ネット |
| 富山県        | 北日本放送       | 日本テレビ系列 | 遅れネット |
| 石川県        | 北陸放送         | TBS系列        | 遅れネット |
| 中京広域圏    | 名古屋テレビ     | テレビ朝日系列 | 同時ネット |
| 近畿広域圏    | 朝日放送         | テレビ朝日系列 | 同時ネット |
| 島根県 鳥取県 | 山陰中央テレビ   | フジテレビ系列 | 遅れネット |
| 広島県        | 広島ホームテレビ | テレビ朝日系列 | 同時ネット |
| 山口県        | 山口放送         | 日本テレビ系列 | 遅れネット |
| 香川県 岡山県 | 瀬戸内海放送     | テレビ朝日系列 | 同時ネット |
| 愛媛県        | 南海放送         | 日本テレビ系列 | 遅れネット |
| 高知県        | 高知放送         | 日本テレビ系列 | 遅れネット |
| 徳島県        | 四国放送         | 日本テレビ系列 | 遅れネット |
| 福岡県        | 九州朝日放送     | テレビ朝日系列 | 同時ネット |
| 長崎県        | 長崎放送         | TBS系列        | 遅れネット |
| 熊本県        | 熊本放送         | TBS系列        | 遅れネット |
| 大分県        | 大分放送         | TBS系列        | 遅れネット |
| 宮崎県        | 宮崎放送         | TBS系列        | 遅れネット |
| 鹿児島県      | 鹿児島放送       | テレビ朝日系列 | 同時ネット |
| 沖縄県        | 琉球放送         | TBS系列        | 遅れネット |

## スタッフ
- 構成：谷口秀一、見崎新吾
- 音楽：井上堯之
- タイトル画：安西水丸
- 技術：島田健治
- カメラ：長瀬元孝
- 音声：原田光
- 照明：伴邦夫
- VE：石垣強
- VTR：堀田隆司
- 編集：大内一学 (RVC)
- MA：川原崎智史 (RVC)
- 音響：水崎雅雄 (東京サウンド企画　現 スカイウォーカー / 現所属はサウンドパーク)
- TK：大塚久子
- 技術協力：東通、RVC (六本木ビデオセンター) ／ コア (CORE)、YCB、インテック
- 美術制作：アックス
- 美術デザイン：金子俊彦
- 大道具：金井大道具
- 小道具：テレフィット
- 衣裳：東京衣裳
- 床山：細野かつら
- メイク：ユミ・ビュアクス
- MONOMONO劇団：石坂ミュージカルエンタープライズ
- 資料提供：Monoモノ・マガジン
- 制作：下川靖夫
- 演出：今井康之
- プロデューサー：竹田賢一 (テレビ朝日)、瀬崎一世 (イースト)
- 制作：テレビ朝日、イースト

| テレビ朝日系 日曜20:00 - 20:54                                    | テレビ朝日系 日曜20:00 - 20:54                                           | テレビ朝日系 日曜20:00 - 20:54                                        |
| 前番組                                                            | 番組名                                                                   | 次番組                                                                |
| ----------------------------------------------------------------- | ------------------------------------------------------------------------ | --------------------------------------------------------------------- |
| ニュータウン仮分署 （1988年1月10日 - 4月3日） - ※連続テレビドラマ | クイズMONOものがたり （1988年4月10日 - 9月25日） - ※本番組のみクイズ番組 | シリーズ・男の決断・ザ・ディーラー （1988年10月） - ※連続テレビドラマ |